# Луї де Жокур
Шевальє Луї де Жоку́р (фр. Louis de Jaucourt; 16 вересня 1704, Париж — 3 лютого 1779, Комп'єнь) — французький філософ, письменник, енциклопедист.
Людина надзвичайно широких знань і культури, шевальє де Жокур поряд з Бюфоном — автор наукової частини енциклопедії Дідро і д'Аламбера. Він брав участь у написанні близько половини всіх статей останніх томів, є автором 18 з 72 тисяч статей енциклопедії, тобто чверті усього обсягу. Шевальє де Жокура називали рабом енциклопедії.
Серед написаних ним статей є також такі статті на загально-людські теми, як рабство і «поводження з неграми», в яких він вимагав припинення такої практики, війна, інквізиція, монархія, батьківщина, народ, преса.

## Біографія
Луї де Жокур належав до давнього шляхетського роду з Бурґундії, представники якого сповідували протестантизм. Хоча батьки Жокура офіційно прийняли католицизм, тодішня влада ставилася до них з підозрою, як до таємних протестантів. Ця обставина змусила їхнього сина під чужим ім'ям поїхати до Женеви, щоб вивчати протестантську теологію. Згодом де Жокур вивчав точні й природничі науки в Кембриджі та медицину в Лейдені, де познайомився з низкою провідних учених свого часу. Повернувшись до Франції де Жокур вирішує викласти набуті медичні знання в великому енциклопедичному словнику під назвою «Lexicon medicum universalis». Робота над словником тривала 20 років. Закінчивши укладати словник, де Жокур відправив рукопис до Амстердама, де його можна було надрукувати без цензури. На жаль корабель, який перевозив єдину копію рукопису до голландського друкаря, потонув, і рукопис було втрачено.
В 1756 році Луї де Жокур стає членом Лондонського короліського товариства. Саме тоді Дідро запропонував йому долучитися до роботи над щойно розпочатою енциклопедією. Де Жокур погодився й написав чимало статей, але в 1757 році вороги просвітництва зуміли добитися заборони енциклопедії, коли тривала робота над сьомим томом. Тоді, коли інші дописувачі кинули роботу, де Жокур продовжував напружено працювати, редагуючи з допомогою секретарів, яким платив із власної кишені, до чотирьох статей на день. На відміну від багатьох інших дописувачів енциклопедії, які вимагали платню за свою роботу, де Жокур працював безплатно, оскільки був заможною людиною. Коли, після восьми років заборони, робота над укладанням енциклопедії змогла знову зрушити з місця, де Жокур мав досить матеріалу, щоб видати 10 останніх томів впродовж одного 1765 року. В цих томах кожна друга стаття належала перу де Жокура.
Публічно Дідро безперестанку розхвалював де Жокура, але поза його спиною не соромився називати його педантом. Це зневажливе ставлення закріпилося, й де Жокура нечасто називають серед авторів енциклопедії, хоча без нього вона ніколи не була б завершеною. До відносного забуття де Жокура прислужилося також його аристократичне походження, що стало непопулярним після революції.
Де Жокур писав здебільшого статті з природничих наук, біології й медицини, узагальнюючи матеріал із книжок інших авторів, часто копіюючи значні уривки тексту. У науці він притнимувався механістичних поглядів, що було характерним для його епохи. Політичні й філософські погляди де Жокура проявилися в статтях «війна», «монархія», «народ». Хоча він ніколи не висловлював своїх поглядів так відверто, як Дідро і Вольтер, статті свідчать про тверді радикальні і анти-клерикальні переконання автора.
Окрім вкладу в енциклопедію і загубленого шеститомного рукопису Lexicon medicum universalis де Жокур опублікував також в 1756 році «Життя Лейбніца» і є автором численних мемуарів, адресованих різним академіям і науковим товариствам.
Як лікар, де Жокур лікував тільки бідних, пожертвувавши свій статок і обмежуючись для власних потреб лише необхідним.
Де Жокур був членом академій Берліна, Стокгольма і Бордо.